# Louis-Jacques-Maurice de Bonald
Louis-Jacques-Maurice, visconte de Bonald (Millau, 30 ottobre 1787 – Lione, 25 febbraio 1870) è stato un cardinale e arcivescovo cattolico francese.

## Biografia
Nacque a Millau il 30 ottobre 1787, figlio dello scrittore tradizionalista Louis de Bonald e di Élisabeth de Guibal de Combescure.
Papa Gregorio XVI lo elevò al rango di cardinale nel concistoro del 1º marzo 1841.
Morì il 25 febbraio 1870 all'età di 82 anni.

## Genealogia episcopale e successione apostolica
La genealogia episcopale è:
- Cardinale Scipione Rebiba
- Cardinale Giulio Antonio Santori
- Cardinale Girolamo Bernerio, O.P.
- Arcivescovo Galeazzo Sanvitale
- Cardinale Ludovico Ludovisi
- Cardinale Luigi Caetani
- Cardinale Ulderico Carpegna
- Cardinale Paluzzo Paluzzi Altieri degli Albertoni
- Papa Benedetto XIII
- Papa Benedetto XIV
- Papa Clemente XIII
- Cardinale Giovanni Francesco Albani
- Papa Pio VI
- Arcivescovo François de Pierre de Bernis
- Cardinale Jean-Baptist-Marie-Anne-Antoine de Latil
- Cardinale Louis-Jacques-Maurice de Bonald

La successione apostolica è:
- Vescovo Louis Rossat (1841)
- Vescovo Guillaume Douarre, S.M. (1842)
- Vescovo Dominique-Augustin Dufêtre (1843)
- Vescovo Louis-Antoine-Augustin Pavy (1846)
- Arcivescovo Jean-Paul-François-Marie-Félix Lyonnet (1852)
- Vescovo Claude-Henri-Augustin Plantier (1855)
- Arcivescovo Jean-Baptiste-François-Anne-Thomas Landriot (1856)
- Vescovo Augustin David (1862)
- Vescovo Pierre-Marc Le Breton (1863)